# Svatý Egbert
Svatý Egbert, rovněž Ecgberht (snad 639 – 24. dubna 729 na ostrově Iona) byl benediktin anglosaského původu, působící v Irsku a Skotsku, uznaný za svatého katolickou církví.
Egbert pocházel z Northumbrie v severní Anglii. Stal se benediktinským mnichem a knězem. Zpočátku přebýval v klášteře Lindisfarne, potom se vydal do Irska, kde pobýval dlouho v klášteře Rathmelsigi. Roku 664 se zaslíbil (v důsledku vážné nemoci) zasvětit zbytek života šíření křesťanské víry mezi pohanskými germánskými kmeny, což ale nenaplnil; vyslal však s tím cílem své učedníky (mezi jinými sv. Willibrorda). Kolem roku 716 přesídlil do proslulého skotského kláštera na ostrově Iona, kde v intencích ustanovení synodu ve Whitby (664) přesvědčoval mnichy o přechodu od irské podoby ritu k ritu římskému (rozdíly mimo jiné spočívaly v jiném způsobu stanovení data Velikonoc či v jiné podobě tonzury) – Iona byla jedním z posledních a současně i hlavním střediskem odporu iroskotských mnichů proti ustanovením whitbyského synodu. V historických pramenech bývá nazýván rovněž biskupem, třebaže není známo jeho eventuální sídlo.
Základním pramenem k Egbertově biografii je Historia ecclesiastica gentis Anglorum středověkého učence Bedy Ctihodného (672–735).
Egbertův svátek se připomíná 24. dubna, v jeho úmrtní den.